# Zen 4
Zen 4 - кодова назва мікроархітектури процесора від AMD, випущена 27 вересня 2022 р. Вона є наступником Zen 3 і використовує 5 нм техпроцес від TSMC. Zen 4 працює в основних настільних процесорах Ryzen 7000 (під кодовою назвою "Raphael") і буде використовуватися в мобільних процесорах високого класу (під кодовою назвою "Dragon Range"), тонких і легких мобільних процесорах (під кодовою назвою "Phoenix"), а також в серверних процесорах Epyc 7004 (під кодовою назвою "Genoa" і "Bergamo").

## Особливості
Як і його попередник, Zen 4 у своїх варіантах для настільних комп'ютерів Ryzen має одну або дві матриці Core Complex Dies (CCD), виготовлені за технологічним процесом TSMC 5 нм, і одну матрицю вводу-виводу, виготовлену за технологічним процесом 6 нм. Раніше матриця вводу-виводу на Zen 3 була виготовлена за технологічним процесом GlobalFoundries 14 нм. Пластина вводу/виводу Zen 4 включає інтегровану графіку RDNA 2 вперше в будь-якій архітектурі Zen. Zen 4 знаменує собою перше використання 5 нм техпроцесу для настільних процесорів на базі x86.
На настільних і серверних платформах Zen 4 перейшов з пам'яті DDR4 на DDR5; DDR4 не підтримується. Крім того, Zen 4 підтримує нові профілі AMD EXPO SPD для більш повного налаштування і розгону пам'яті виробниками оперативної пам'яті. На відміну від Intel XMP, AMD EXPO продається як відкритий, ліцензійний і безоплатний стандарт для опису параметрів комплектів пам'яті, таких як робоча частота, таймінги і напруги. Він дозволяє кодувати ширший набір таймінгів для досягнення кращої продуктивності та сумісності. Однак профілі пам'яті XMP все ще підтримуються.
Всі процесори Ryzen Desktop оснащені 24 + 4 лініями PCIe. Це означає, що дискретний графічний процесор може бути підключений по 16 лініях PCIe або два графічних процесора по 8 лініях PCIe кожен. Крім того, тепер існують інтерфейси PCIe 2 x 4 смуги, які найчастіше використовуються для пристроїв зберігання даних M.2. Смуги, що з'єднують графічні процесори в механічних слотах x16, можуть бути виконані як PCIe 4.0 або PCIe 5.0, можуть бути налаштовані виробниками материнських плат. Нарешті, 4 смуги PCIe 5.0 зарезервовані для підключення мікросхеми або набору мікросхем південного моста.
Zen 4 є першою мікроархітектурою AMD, яка підтримує розширення набору інструкцій AVX-512. Реалізація AVX-512 має "подвійну накачку", де більшість 512-бітних інструкцій розбиваються навпіл і виконуються 256-бітними SIMD-виконавчими блоками всередині процесора. Блоки завантаження та зберігання також залишаються 256-бітними, зберігаючи пропускну здатність до трьох 256-бітних операцій з пам'яттю, з яких до двох можуть бути збереженими, за цикл, що підтримувалося в Zen 3. Це означає до одного 512-бітового завантаження або зберігання за цикл.
Інші функції та вдосконалення, порівняно з Zen 3, включають:
- Розмір цільового буфера гілки L1 (BTB) збільшено на 50%, до 1,5 тис. записів.
- L2 BTB збільшено до 7 тис. записів.
- Розмір кешу ОП збільшено на 68%, до 6,75 тис. ОП. Кеш ОП тепер здатний виробляти до 9 макрооперацій за цикл (в порівнянні з 6).
- Буфер переупорядкування (ROB) збільшено на 25%, до 320 інструкцій.
- Цілочисельний регістр збільшено до 224 регістрів, а регістр FP/векторний регістр збільшено до 192 регістрів. Файл FP/векторного регістра розширено до 512 біт для підтримки AVX-512.
- Розмір черги завантаження збільшено на 22%, до 88 завантажень в очікуванні.
- Кеш L2 збільшено вдвічі, з 512 Кбайт до 1 Мбайт на ядро, 8-шляховий.
- Автоматична IBRS, де режим непрямого відгалуження з обмеженням спекуляцій автоматично вмикається і вимикається при вході і виході управління з кільця 0 (режим ядра). Це зменшує витрати на переходи між режимами користувача та ядра.
- Збільшення IPC в середньому на ~13%.
- Максимальна частота ядра до 5,7 ГГц.
- Офіційно підтримується швидкість пам'яті до DDR5-5200.
- У настільних процесорах Ryzen 7000 інтегрований графічний процесор містить два процесори RDNA 2 CU, що працюють на частоті до 2200 МГц.[7]

## Порівняння з попередниками
Перша партія процесорів серії Ryzen 7000 буде мати TDP 170 Вт, хоча потужність роз'єму збільшується до 230 Вт, щоб забезпечити деяку майбутню масштабованість (і запас для розгону) в платформі. Однак, загальна історія енергоспоживання Zen 4 є складною, оскільки в архітектуру та платформу було включено приблизно 50% зниження потужності на холостому ходу та інтеграція багатьох технологій енергозбереження для мобільних пристроїв, але конфігурації систем високого класу фактично споживають більше енергії з розетки - про це трохи пізніше. До речі, незважаючи на те, що в процесорах серії Ryzen 7000, в порівнянні з їх попередниками, зменшені розміри кристалів, що призводить до більш високої теплової щільності, а також менший за розміром і масою інтегрований теплорозподільник, AMD стверджує, що теплові характеристики процесорів покращуються за багатьох обставин. Однак це теж складно, оскільки процесори розроблені для досягнення максимальної температури TJMax до 95°C, щоб скористатися будь-яким доступним тепловим запасом і максимізувати продуктивність.
Продуктивність Zen 4 на ват також значно покращена. Zen 4 пропонує на 62% меншу потужність при аналогічних рівнях продуктивності, ніж Zen 3, або на 49% вищу продуктивність при аналогічній потужності. Масштабування продуктивності, однак, значно відрізняється при різних TDP. Наприклад, процесори потужністю 65 Вт демонструють покращення продуктивності до 74%, 105 Вт - до 37%, а 170 Вт - до 35%.

## Продукція

### Процесори для настільних комп'ютерів
29 серпня 2022 року компанія AMD анонсувала чотири настільні процесори серії Ryzen 7000 на базі процесора Zen 4. Чотири процесори Ryzen 7000, запуск яких відбувся 27 вересня 2022 року, складаються з одного Ryzen 5, одного Ryzen 7 і двох Ryzen 9 і мають від 6 до 16 ядер.
| Модель  | Дата виходу       | Ціна (USD) | Fab     | Чипсети          | Центральний процесор | Центральний процесор | Центральний процесор | Центральний процесор | Центральний процесор | Центральний процесор | Центральний процесор | Графічний процесор | Графічний процесор | Графічний процесор | Графічний процесор | Графічний процесор                | Сокет   | PCIe лінії           | Підтримка оперативної пам'яті | TDP     |
| Модель  | Дата виходу       | Ціна (USD) | Fab     | Чипсети          | Ядра (потоки)        | Конфігурація ядра    | Частота (ГГц)        | Частота (ГГц)        | Кеш                  | Кеш                  | Кеш                  | Модель             | CUs                | Частота (ГГц)      | Частота (ГГц)      | Обчислювальна потужність (GFLOPS) | Сокет   | PCIe лінії           | Підтримка оперативної пам'яті | TDP     |
| Модель  | Дата виходу       | Ціна (USD) | Fab     | Чипсети          | Ядра (потоки)        | Конфігурація ядра    | Базова               | Пришвидшена          | L1                   | L2                   | L3                   | Модель             | CUs                | Базова             | Пришвидшена        | Обчислювальна потужність (GFLOPS) | Сокет   | PCIe лінії           | Підтримка оперативної пам'яті | TDP     |
| Ryzen 5 | Ryzen 5           | Ryzen 5    | Ryzen 5 | Ryzen 5          | Ryzen 5              | Ryzen 5              | Ryzen 5              | Ryzen 5              | Ryzen 5              | Ryzen 5              | Ryzen 5              | Ryzen 5            | Ryzen 5            | Ryzen 5            | Ryzen 5            | Ryzen 5                           | Ryzen 5 | Ryzen 5              | Ryzen 5                       | Ryzen 5 |
| ------- | ----------------- | ---------- | ------- | ---------------- | -------------------- | -------------------- | -------------------- | -------------------- | -------------------- | -------------------- | -------------------- | ------------------ | ------------------ | ------------------ | ------------------ | --------------------------------- | ------- | -------------------- | ----------------------------- | ------- |
| 7600X   | Вересень 27, 2022 | $299       | TSMC N5 | 1 × CCD 1 × I/OD | 6 (12)               | 1 × 6                | 4.7                  | 5.3                  | 384 КБ               | 6 МБ                 | 32 МБ                | RDNA 2             | 2                  | 0.4                | 2.2                | 563                               | AM5     | 28 (24 + 4) PCIe 5.0 | DDR5-5200 dual-channel        | 105 Вт  |
| Ryzen 7 |                   |            |         |                  |                      |                      |                      |                      |                      |                      |                      |                    |                    |                    |                    |                                   |         |                      |                               |         |
| 7700X   | Вересень 27, 2022 | $399       | TSMC N5 | 1 × CCD 1 × I/OD | 8 (16)               | 1 × 8                | 4.5                  | 5.4                  | 512 КБ               | 8 МБ                 | 32 МБ                | RDNA 2             | 2                  | 0.4                | 2.2                | 563                               | AM5     | 28 (24 + 4) PCIe 5.0 | DDR5-5200 dual-channel        | 105 Вт  |
| Ryzen 9 |                   |            |         |                  |                      |                      |                      |                      |                      |                      |                      |                    |                    |                    |                    |                                   |         |                      |                               |         |
| 7900X   | Вересень 27, 2022 | $549       | TSMC N5 | 2 × CCD 1 × I/OD | 12 (24)              | 2 × 6                | 4.7                  | 5.6                  | 768 КБ               | 12 МБ                | 64 МБ                | RDNA 2             | 2                  | 0.4                | 2.2                | 563                               | AM5     | 28 (24 + 4) PCIe 5.0 | DDR5-5200 dual-channel        | 170 Вт  |
| 7950X   | Вересень 27, 2022 | $699       | TSMC N5 | 2 × CCD 1 × I/OD | 16 (32)              | 2 × 8                | 4.5                  | 5.7                  | 1 МБ                 | 16 МБ                | 64 МБ                | RDNA 2             | 2                  | 0.4                | 2.2                | 563                               | AM5     | 28 (24 + 4) PCIe 5.0 | DDR5-5200 dual-channel        | 170 Вт  |